# Drei Frauen am Brunnen
Drei Frauen am Brunnen ist der Titel eines Ölgemäldes des spanischen Malers Pablo Picasso aus dem Jahr 1921, geschaffen in Fontainebleau bei Paris.  Das Gemälde ist im Stil des Neoklassizismus gehalten und gehört gegenwärtig unter dem Titel Three Women at the Spring zum Bestand des Museum of Modern Art (MoMA) in New York.

## Beschreibung
Auf dem großformatigen Gemälde sind drei mächtige Frauen reliefartig wie Skulpturen  abgebildet, gestaltet wie antike Göttinnen; sie blicken nachdenklich, den Blick vom Betrachter abgewandt. Sie sind in weiße ärmellose Kleider gehüllt, deren Ausschnitt bei zwei Frauen, der links und in der Mitte stehenden, eine Brust frei gibt. Die rechte Frau, halb vom Betrachter abgewandt, sitzt auf einem Felsblock, ihre rechte geöffnete Hand bildet den Bildmittelpunkt. Die Hand der Frau am linken äußeren Rand umfasst einen Krug mit Henkel, weitere Krüge befinden sich auf einem Felsbrocken in der Mitte sowie oberhalb der rechten Figur. Die mittlere Frau lehnt sich an einen Felsvorsprung, ihre rechte geöffnete Hand scheint den Krug in der Mitte ergreifen zu wollen. Ihr linker Arm stützt den Kopf. Der Hintergrund sowie der Boden des Gemäldes sind in verschiedenen Brauntönen gehalten.

## Geschichte

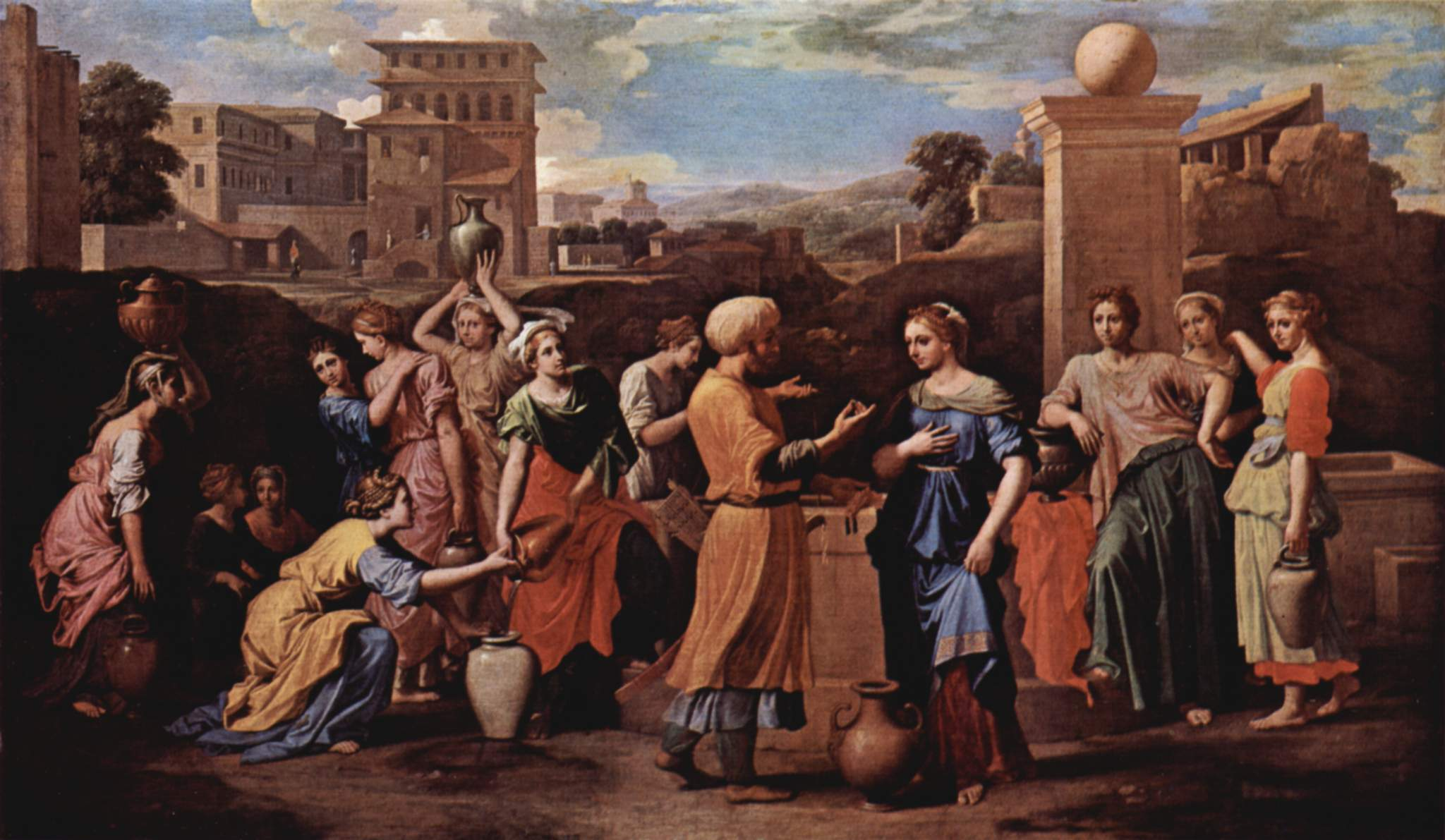
Nicolas Poussin: Eliezer und Rebecca am Brunnen, 1648, Musée du Louvre, Paris

Picasso hielt sich von Mai bis September des Jahres 1921 mit seiner Frau Olga und dem Anfang des Jahres geborenen Sohn Paolo in Fontainebleau auf, wo vor Jahrhunderten bedeutende Künstler gearbeitet hatten, die die Galerie von Franz I. weltberühmt machten. Picasso mietete sich ein Haus in der Nähe des Schlosses Fontainebleau und sah auf Spaziergängen in dem nah gelegenen Park, der von Napoleon III. in Auftrag gegeben worden war, einen kleinen Brunnen, von dessen künstlichen Felsen Wasser in Kaskaden in ein Bassin floss. Dieser, griechische Stelen des 4. Jahrhunderts v. Chr., Fresken, die er auf einer Reise 1917 nach Italien beispielsweise in Pompeji und Herkulaneum gesehen hatte, sowie Nicolas Poussins Gemälde Eliezer und Rebecca am Brunnen aus dem Jahr 1648 gaben Picasso Anregungen für sein Monumentalgemälde. Von diesem Werk existieren zahlreiche Studien als Skizzen und in Öl. Eine Studie wurde am 6. November 2008 für 722.500 Dollar in einer Auktion bei Christie’s versteigert.
Im selben Jahr malte Picasso in Fontainebleau zwei Fassungen von Drei Musikanten im Stil des synthetischen Kubismus.

## Provenienz
Das Gemälde gelangte 1922 durch die Vermittlung von Henri-Pierre Roché im Mai 1922 an den Kunstsammler John Quinn, New York, und verblieb bei seinen Erben nach dessen Tod 1924 bis zum Jahr 1926. Zu diesem Zeitpunkt wurde es von dem Kunsthändler Paul Rosenberg erworben. In den Jahren 1940 bis 1948 hatte es verschiedene Eigentümer und gelangte 1952 durch Allan D. Emil und Frau als Stiftung an das Museum of Modern Art, New York.